# Gobantes
Gobantes es una localidad situada en la provincia de Burgos, comunidad autónoma de Castilla y León (España), comarca de Las Merindades, partido judicial de Villarcayo, ayuntamiento de Medina de Pomar.

## Geografía
Situado 14 km. al este de la capital del municipio, a 22  de Villarcayo, cabeza de partido, y a  97 de Burgos. A 650 m de altitud.
Situado en la carretera provincial  BU-V-5513  entre Villate y Criales. 

### Comunicaciones
- Carretera:

Se accede desde Medina, partiendo desde el cruce de El Olvido  N-629  tomando la carretera autonómica  BU-551  pasando por La Cerca hasta Villate donde a 1,5 km hay un cruce que a mano izquierda lleva directamente a Gobantes por la carretera provincial  BU-V-5513  recorriendo 1 km.

## Demografía
Evolución de la población
| Gráfica de evolución demográfica de Gobantes entre 2000 y 2017     |
|                                                                    |
| Población de derecho (2000-2017) según el padrón municipal del INE |

## Historia
Lugar  perteneciente a la  Junta de Oteo , una de las seis en que se subdividía la Merindad de Losa  en el Corregimiento de las Merindades de Castilla la Vieja, jurisdicción de realengo con regidor pedáneo.
A la caída del Antiguo Régimen queda agregado al ayuntamiento constitucional   de Junta de Oteo , en el partido de Villarcayo perteneciente a la región de  Castilla la Vieja , para posteriormente integrarse en su actual municipio de  Medina de Pomar.
Así se describe a Gobantes en el tomo VIII del Diccionario geográfico-estadístico-histórico de España y sus posesiones de Ultramar, obra impulsada por Pascual Madoz a mediados del siglo XIX:

Lugar en la provincia, diócesis, audiencia territorial y capitanía general de Burgos (17 leguas), partido judicial de Villarcayo (4), ayuntamiento titulado de la Junta de Oteo; Situado en una hondonada combatida comúnmente por los vientos del N; el clima, aunque cálido, es bastante sano, y las enfermedades más comunes las de pecho. Tiene 10 casas, iglesia parroquial bajo la advocación de Nuestra Señora de las Nieves, servida por un cura párroco; cementerio en paraje ventilado, y 3 hermosas y abundantes fuentes dentro de la población y varias en el término, todas de muy buenas aguas por ser de montaña. Confina N y E Pérez; S Eriales y O Villate. El terreno es de mediana calidad, comprendiendo un monte bastante poblado, próximo al pueblo. Los caminos son comunales; y la correspondencia se recibe de Rosio. Producciones: trigo, cebada y leña, ganado cabrío, vacuno y yeguar; y caza de liebres y perdices. Industria: la agrícola. Población: 4 vecinos, 15 almas. Capital productivo: 62.800 reales. Imponible: 5.579.
Diccionario geográfico-estadístico-histórico de España y sus posesiones de Ultramar